# Мелекесцев, Тимур Давидович
Тиму́р Дави́дович Мелеке́сцев (род. 3 июля 2001, Новоалександровск, Ставропольский край) — российский футболист, нападающий ивановского «Текстильщика». 

## Клубная карьера
Воспитанник футбольной академии «Краснодара». В начале 2015 года перешёл в ДЮСШ московского ЦСКА. В январе 2016 года перебрался в структуру московского «Динамо». В 2018 году стал выступать за молодёжную команду московского клуба, за которую в дебютном сезоне отличился 3 забитыми голами и результативной передачей.
В августе 2019 года на правах арендного соглашения отправился в кубанский клуб «Урожай» до конца сезона. Дебютировал за клуб 9 августа 2019 года в матче против ставропольского «Динамо», где также отличился дебютным забитым голом. Сразу же закрепился в основной команде клуба, став одним из ключевых игроков. В матче 10 ноября 2019 года против махачкалинского «Динамо» отличился забитым хет-триком. Всего за клуб отличился 8 забитыми голами и результативной передачей.
В августе 2020 года перешёл в чешский клуб «Словацко» Угерске-Градиште. Стал тренироваться со второй командой клуба, за которую дебютировал 12 сентября 2020 года в матче против клуба «Зноймо». Вскоре забил свой дебютный гол 4 октября 2020 года в матче против клуба «Вельке-Мезиржичи». За основную команду чешского клуба дебютировал 23 января 2021 года в чемпионате Чехии, заменив Вацлава Юречку на 89-й минуте выездного матча против «Богемианс 1905».
В начале августа 2021 года перешёл на правах аренды в махачкалинское «Динамо». Дебютировал за клуб 1 августа 2021 года в матче против владикавказского клуба «Алания-2», выйдя на замену на 81 минуте. Дебютный гол за клуб забил 4 сентября 2021 года в матче против клуба «Туапсе». В матче 17 октября 2021 года против клуба «Машук-КМВ» отличился забитым дублем. В своём следующем матче 7 ноября 2021 года против «Анжи» отличился очередным дублем. Вместе с клубом стал победителем Второго дивизиона. За сезон отличился за клуб 7 забитыми голами и по окончании арендного соглашения покинул клуб.
В июле 2022 года на правах аренды перешёл во владикавказскую «Аланию». Дебютировал за клуб 24 июля 2022 года в матче против московской «Родины», выйдя на замену на 57 минуте. Закрепиться в основной команде владикавказского клуба не вышло и он был отправлен во вторую команду клуба «Алания-2». Первый матч за вторую команду сыграл 8 августа 2022 года против клуба «Ессентуки». По итогу провёл за обе команды по паре матчей, в которых результативными действиями не отличился, и в сентябре 2022 года покинул клуб.
В феврале 2023 года перешёл в белорусский клуб «Энергетик-БГУ». Дебютировал за клуб 2 апреля 2023 года в матче против борисовского БАТЭ, выйдя на замену на 87 минуте. Дебютный гол за клуб забил 13 мая 2023 года в матче против «Минска». Быстро закрепился в основной команде белорусского клуба, отличившись забитым голом в 10 матчах за первую половину сезона. В июле 2023 года покинул клуб.
В июле 2023 года перешёл в клуб «Леон Сатурн». Дебютировал за клуб 29 июля 2023 года в матче против пензенского «Зенита», выйдя на замену на 59 минуте. Дебютный гол за клуб забил 6 августа 2023 года в матче против клуба «СКА-Хабаровск-2». В матче 18 сентября 2023 года против клуба «Рязань» отличился забитым дублем. На протяжении первой половины сезона был ключевым игроком клуба, которую завершил в роли лучшего бомбардира, отличившись 9 забитыми голами во всех турнирах. В ноябре 2023 года покинул клуб.
В январе 2024 года находился в распоряжении московского «Торпедо». В феврале 2024 года официально присоединился к московскому клубу, подписав контракт до конца июня 2025 года, с опцией продления ещё на сезон. В мае 2024 года контракт с «Торпедо» был расторгнут по соглашению сторон.
19 июля 2024 года на правах свободного агента пополнил состав клуба «Форте». В составе клуба стал победителем Второй лиги (дивизион «Б», группа 1) 2024. 
26 июня 2025 года подписал контракт с ивановским «Текстильщиком».  Дебютировал за красно-черных 20 июля в стартовом матче сезона против «Тюмени» (2:1).

## Карьера в сборной
В августе 2017 года получил вызов в юношескую сборную России до 17 лет. Дебютировал за сборную в товарищеском матче 18 августа 2017 года против юношеской сборной России до 16 лет. Дебютный гол забил 4 сентября 2017 года в товарищеском матче против Узбекистана.
В конце сентября 2017 года вместе со сборной отправился на квалификационные матчи юношеского чемпионата Европы до 17 лет.

## Статистика выступлений
| Выступление           | Выступление       | Выступление      | Лига | Лига | Кубки | Кубки | Итого | Итого |
| Клуб                  | Лига              | Сезон            | Игры | Голы | Игры  | Голы  | Игры  | Голы  |
| --------------------- | ----------------- | ---------------- | ---- | ---- | ----- | ----- | ----- | ----- |
| → Урожай              | ПФЛ               | 2019/20          | 15   | 8    | 0     | 0     | 15    | 8     |
| → Урожай              | Итого             | Итого            | 15   | 8    | 0     | 0     | 15    | 8     |
| Словацко              | Первая лига       | 2020/21          | 2    | 0    | 0     | 0     | 2     | 0     |
| Словацко              | Итого             | Итого            | 2    | 0    | 0     | 0     | 2     | 0     |
| → Словацко Б          | МСФЛ              | 2020/21          | 5    | 1    | —     | —     | 5     | 1     |
| → Словацко Б          | Итого             | Итого            | 5    | 1    | —     | —     | 5     | 1     |
| → Динамо (Махачкала)  | Второй дивизион   | 2021/22          | 21   | 7    | 0     | 0     | 21    | 7     |
| → Динамо (Махачкала)  | Итого             | Итого            | 21   | 7    | 0     | 0     | 21    | 7     |
| → Алания              | Первая лига       | 2022/23          | 2    | 0    | 0     | 0     | 2     | 0     |
| → Алания              | Итого             | Итого            | 2    | 0    | 0     | 0     | 2     | 0     |
| → Алания-2            | Вторая лига       | 2022/23          | 2    | 0    | —     | —     | 2     | 0     |
| → Алания-2            | Итого             | Итого            | 2    | 0    | —     | —     | 2     | 0     |
| Энергетик-БГУ         | Высшая лига       | 2023             | 10   | 1    | 0     | 0     | 10    | 1     |
| Энергетик-БГУ         | Итого             | Итого            | 10   | 1    | 0     | 0     | 10    | 1     |
| Леон Сатурн           | Вторая лига («Б») | 2023             | 14   | 8    | 3     | 1     | 17    | 9     |
| Леон Сатурн           | Итого             | Итого            | 14   | 8    | 3     | 1     | 17    | 9     |
| Торпедо (Москва)      | Первая лига       | 2023/24          | 2    | 0    | 0     | 0     | 2     | 0     |
| Торпедо (Москва)      | Итого             | Итого            | 2    | 0    | 0     | 0     | 2     | 0     |
| Форте                 | Вторая лига («Б») | 2024             | 16   | 8    | 2     | 2     | 18    | 10    |
| Форте                 | Вторая лига («А») | 2024/25          | 13   | 5    | 0     | 0     | 13    | 5     |
| Форте                 | Итого             | Итого            | 29   | 13   | 2     | 2     | 31    | 15    |
| Текстильщик (Иваново) | Вторая лига («А») | 2025/26          | 5    | 1    | 0     | 0     | 5     | 1     |
| Текстильщик (Иваново) | Итого             | Итого            | 5    | 1    | 0     | 0     | 5     | 1     |
| Всего за карьеру      | Всего за карьеру  | Всего за карьеру | 107  | 39   | 5     | 3     | 112   | 42    |

## Достижения
«Динамо» (Москва)
- Бронзовый призёр молодёжного первенства России: 2018/19

«Словацко Б»
- Победитель МСФЛ: 2020/21
- Итого : 1 трофей

«Динамо» (Махачкала)
- Победитель Второго дивизиона (группа 1): 2021/22
- Итого : 1 трофей

«Форте»
- Победитель Второй лиги (дивизион «Б», группа 1): 2024
- Итого : 1 трофей